# Partido Democrático do Japão
Partido Democrático do Japão (PDJ; em japonês: 民主党, transl. Minshutō) foi um partido político japonês de orientação social-democrata e liberal fundado em 1998 a partir da fusão de diversos partidos menores de oposição ao tradicional governo conservador do país. Era o partido de segunda maior representação na Dieta Nacional, tanto na Casa dos Representantes quanto na Câmara dos Conselheiros.
Liderado por Yukio Hatoyama, o partido tornou-se maioria na Casa dos Representantes após as eleições gerais de 2009 no país, pondo fim a mais de meio século de domínio do conservador Partido Liberal Democrata (PLD),com uma projeção de conquista de cerca de 300 das 480 cadeiras do Parlamento.
Hatoyama foi empossado no cargo de primeiro-ministro do Japão em 16 de setembro de 2009. Em 4 de junho de 2010, foi sucedido por Naoto Kan também membro do PDJ.
Em 2016, o PDJ juntou-se com o Partido da Inovação do Japão e a Visão e Reforma para formar o Partido Democrático.

## Resultados eleitorais

### Eleições legislativas
| Data | M. Uninominal | M. Uninominal | M. Uninominal | M. Uninominal | M. Proporcional | M. Proporcional | M. Proporcional | M. Proporcional | Deputados | +/- | Status   |
| Data | CI.           | Votos         | %             | +/-           | CI.             | Votos           | %               | +/-             | Deputados | +/- |          |
| ---- | ------------- | ------------- | ------------- | ------------- | --------------- | --------------- | --------------- | --------------- | --------- | --- | -------- |
| 2000 | 2.º           | 16 811 732    | 27,6 / 100,0  |               | 2.º             | 15 067 990      | 25,2 / 100,0    |                 | 127 / 480 |     | Oposição |
| 2003 | 2.º           | 21 814 154    | 36,7 / 100,0  | 9,1           | 1.º             | 22 095 636      | 37,4 / 100,0    | 12,2            | 177 / 480 | 50  | Oposição |
| 2005 | 2.º           | 24 804 786    | 36,4 / 100,0  | 0,3           | 2.º             | 21 036 425      | 31,0 / 100,0    | 6,4             | 113 / 480 | 64  | Oposição |
| 2009 | 1.º           | 33 475 335    | 47,4 / 100,0  | 11,0          | 1.º             | 29 844 799      | 42,4 / 100,0    | 11,2            | 308 / 480 | 195 | Governo  |
| 2012 | 2.º           | 13 598 773    | 22,8 / 100,0  | 24,6          | 3.º             | 9 268 653       | 15,5 / 100,0    | 26,9            | 57 / 480  | 251 | Oposição |
| 2014 | 2.º           | 11 916 849    | 22,5 / 100,0  | 0,3           | 2.º             | 9 775 991       | 18,3 / 100,0    | 2,8             | 73 / 475  | 16  | Oposição |